# Il risorgimento
Il risorgimento è uno dei Canti di Giacomo Leopardi, composto nell'aprile del 1828, pochi giorni prima di A Silvia.
Il componimento annuncia il ritorno di Leopardi alla poesia dopo alcuni anni di silenzio. La scelta insolita della forma, doppie quartine di settenari (una canzonetta), costituisce da sempre una vera e propria crux per gli studiosi, i quali in genere si limitano a individuare nel Brindisi del Parini, tra l'altro inserito da Leopardi nella recente Crestomazia poetica, il suo riferimento metrico. In realtà non ci si accorgeva che il poeta adotta il medesimo schema di una delle sue canzonette giovanili raccolte sotto il titolo La campagna, la seconda (Dolce campagna florida), quasi a recuperare simbolicamente, ora che la poesia ricominciava, i versi con cui era iniziata.
Dal punto di vista del contenuto, i centosessanta versi del Risorgimento si suddividono in due parti uguali. Nella prima si ricordano i tempi il cui il poeta era convinto (il canto esordisce con un "Credei") che la poesia non sarebbe più ritornata, nella seconda se ne saluta con esultanza il ritorno. L'una e l'altra parte paiono seguire in modo piuttosto ravvicinato (soprattutto la prima) alcuni componimenti di Giuseppe Olivi (tra cui La malinconia e La sanità) che si leggono nel Saggio di poesie inedite posto in calce all'Elogio dell'abate Giuseppe Olivi (Padova 1796) di Melchiorre Cesarotti, all'uno e all'altro dei quali Leopardi attingerà a piene mani in quasi tutti i canti composti fra Pisa e Recanati (A Silvia, Il passero solitario, Canto notturno di un pastore errante dell'Asia, La quiete dopo la tempesta) tra il 1828 e il 1830, e in vari altri.
La struttura esattamente bipartita del Risorgimento è credibile si rifaccia al biblico Cantico di Ezechia (Isaia 38), in cui il re d'Israele Ezechia esulta perché la morte che Isaia per bocca di Javhè gli aveva annunciato (prima parte), in realtà non avrà luogo (seconda parte); allo stesso modo per Leopardi la poesia non cesserà, ma riprenderà il suo corso. Una traduzione del Cantico, tra l'altro, si legge proprio nel citato Saggio di poesie inedite dell'Olivi (in essa le due parti non sono quantitativamente uguali, bensì rese in due forme metriche differenti).
Compare a stampa per la prima volta nei Canti pubblicati a Firenze nel 1831.